# 下恩斯特林根
下恩斯特林根（德語：Unterengstringen）是瑞士联邦苏黎世州迪蒂孔区的市镇。该市镇面积为3.34平方千米，海拔高度416米，2018年12月31日人口数为3,880。

## 外部連結
- 下恩斯特林根官方网站（页面存档备份，存于） （德文）